# Pasza Christowa
Pasza Christowa, bułg. Паша Христова, Парашкева Христова Стефанова (ur. 16 lipca 1946 w Sofii, zm. 21 grudnia 1971 tamże) – bułgarska piosenkarka.
W Polsce znana z występu podczas Festiwalu w Sopocie, gdzie otrzymała pierwszą nagrodę za wykonanie piosenki Този дивен свят (Dziwny jest ten świat) Czesława Niemena. Zginęła w katastrofie samolotu Ił-18 nr rej. LZ-BES, Bułgarskich Linii Lotniczych "Balkan" wraz z wieloma bułgarskimi muzykami w drodze do Algieru, na obchody dni kultury bułgarskiej. Przyczyną  katastrofy samolotu było nieprawidłowe podłączenie (zamiana) przewodów siłowników sterujących lotkami na skrzydłach, wskutek czego  rozpoczynający manewr wznoszenia samolot - nagle spadł na ziemię, przełamując się w pół. Przednia część kadłuba stanęła w płomieniach, zginęli wszyscy pasażerowie, piloci i obsługa samolotu znajdujący się w tej części (łącznie 28 osób), w tym brzemienna (miała urodzić drugie dziecko) Pasza Christowa z partnerem Nikołajem Arabadżiewem. Znajdujący się tylnej części Iła pasażerowie i członkowie załogi prawie wszyscy przeżyli. Odnieśli złamania kończyn, poparzenia i inne niezagrażające bezpośrednio życiu obrażenia. Po katastrofie okazało się, że piosenkarka przeżyłaby, gdyby nie zamieniła się na miejsca z piosenkarką i autorką Marią Neikową, co uczyniła, by móc siedzieć w trakcie podróży z Arabadżiewem.